# ヒマラヤスギ
ヒマラヤスギ（ヒマラヤ杉、学名: Cedrus deodara）は、マツ科ヒマラヤスギ属の常緑針葉樹。ヒマラヤ山脈西部からアフガニスタンの標高1500メートル (m) から3200 mの地域が原産地である。世界的に広く知られるようになったのは、この地域に最も早く入った英国人によるもので、日本に入ったのは1879年（明治12年）にカルカッタ経由で英国人が種子を入れたのが最初とされる。

## 形態・生態
常緑針葉樹の高木。原産地では、高さは50 mほど、幹の直径は3 mに達する。樹冠は美しい端正な円錐形で、地面に水平な枝となだらかに垂れ下がった小枝があり、下枝はほとんど地面に達する。樹皮は灰黒色で、縦や網目状に細かく割れる。枝は長柄と短枝があり、雄花と雌花の冬芽は、短枝の先につく。葉のつけ根に葉芽がつき、褐色の鱗芽で包まれている。
カラマツに似た小さな葉が枝に細かくつき、やや灰色を帯びた青緑色をしている。長枝の葉はらせん状につく。針のような形をした葉はほとんどが2.5 - 5センチメートル (cm) の長さで、時には7 cmに達することもある。細長く厚さは 1ミリメートル (mm) ほどである。芽は長く単独で生えるものと、短く20から30個で集団を作るものがある。色は明るい緑から青緑に変化する。
花期は10 - 11月。雌花の松かさは樽形で、7 - 13 cmの長さで5 - 9 cmの幅がある。成熟（12か月）すると崩壊し、翼状の種子を落とす。雄花の松かさは4-6 cmで、秋に花粉を放出する。

## 文化
ヒンドゥー教において、ヒマラヤスギは聖なる樹木として崇拝されてきた。いくつかのヒンドゥーの伝説にはこの木についての言及がある。ヒマラヤスギの森は古代インドの賢者が好んで住み、シヴァ神に祈りを捧げ、厳しい精神修行を積んでいたという。このような森は、古代のヒンドゥー神話とシヴァ神信仰の文書においてDarukavanaと表記され、聖なる場所としてのヒマラヤスギの森を意味している。
パキスタンはヒマラヤスギを国の木としている。

## 栽培と利用

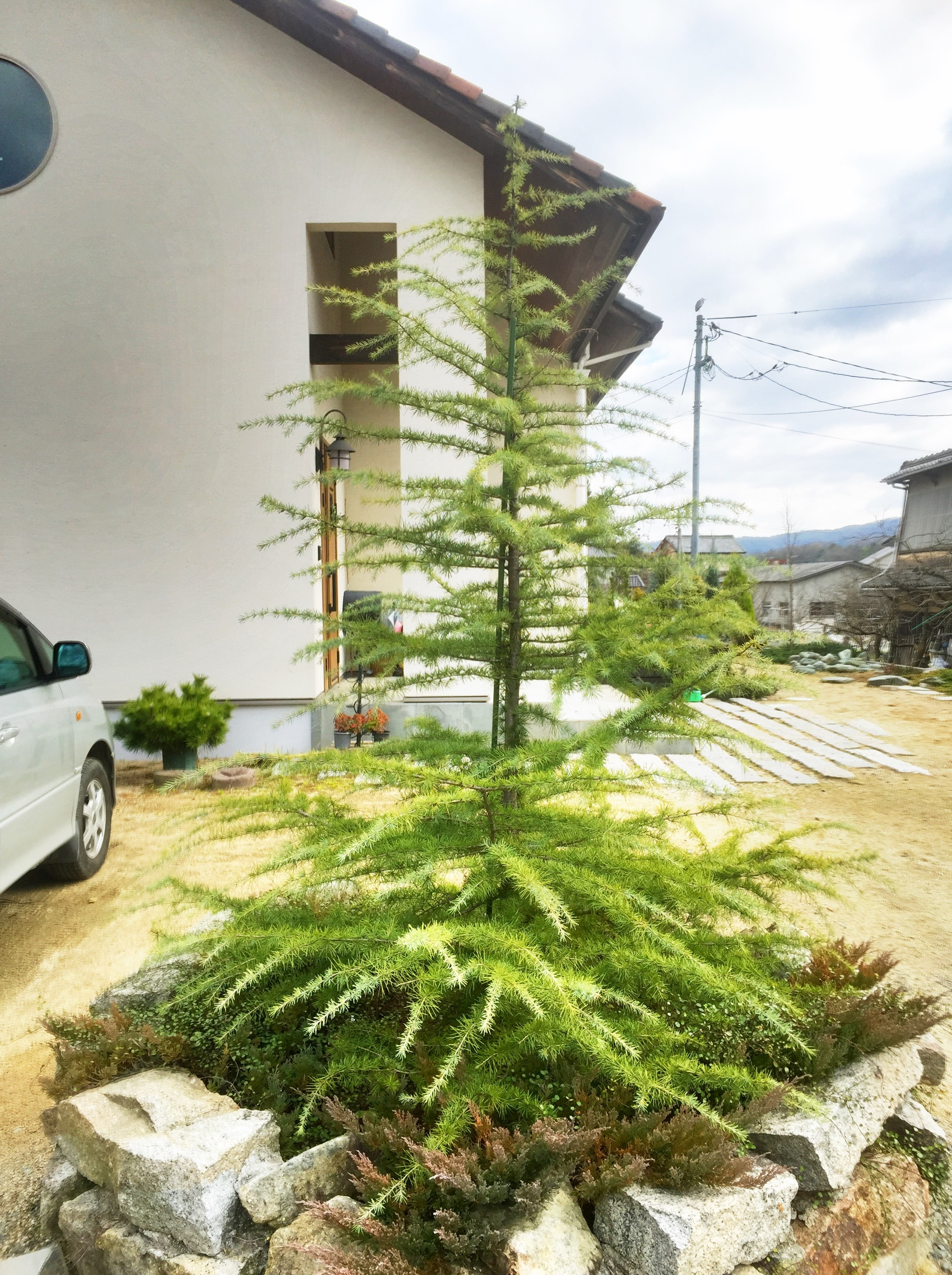
ヒマラヤ杉の園芸品種　“シルバースプリング”

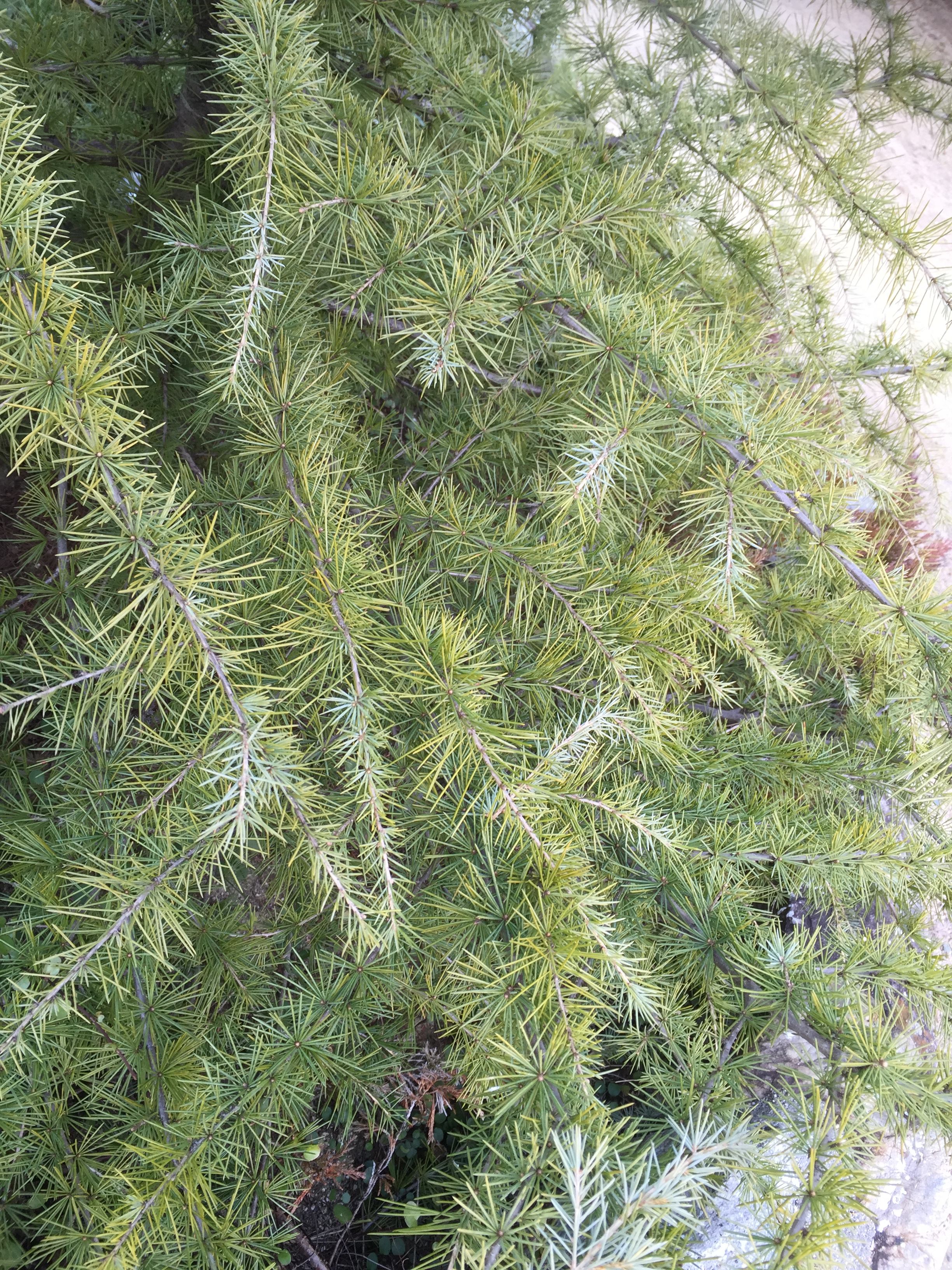
葉

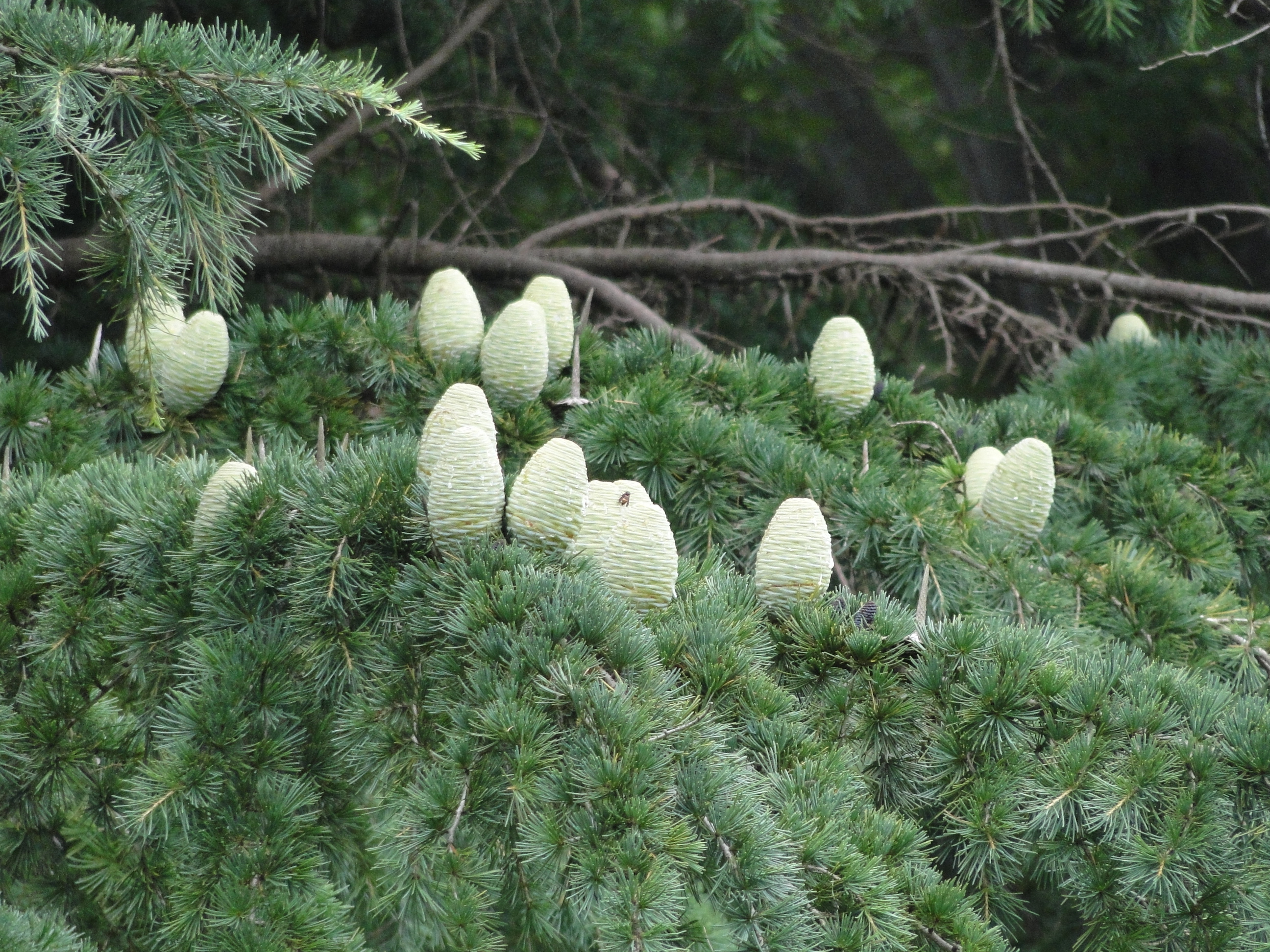
ヒマラヤスギの球果(2018年6月, つくば市)

ヒマラヤスギは園芸植物として広く利用され、公園や大きな庭園に植樹されている。栽培できるのは厳しい冬がない地域に限られ、-25℃以下で生育することは難しい。確実に成長できるのはハーディネスゾーン8（最低気温が-6.7℃から-12.2℃）より温暖な地域である。西ヨーロッパ（スコットランドが北限）、地中海と黒海沿岸、中国中南部、北米（バンクーバーが北限）などに広く分布している。イギリスでは南部に多く、アメリカ合衆国ではカリフォルニアには多いが東部諸州では少ない。日本での栽培は盛岡市あたりが北限で、それ以南の全国の地域で植えられている。
もっとも寒冷に耐えられる品種は、カシミールとパクティヤー州に分布している。これらの地域から産出された品種は、Eisregen、Eiswinter、Karl Fuchs、Kashmir、Polar Winter、Shalimarなどと呼ばれる。

### 建築材料

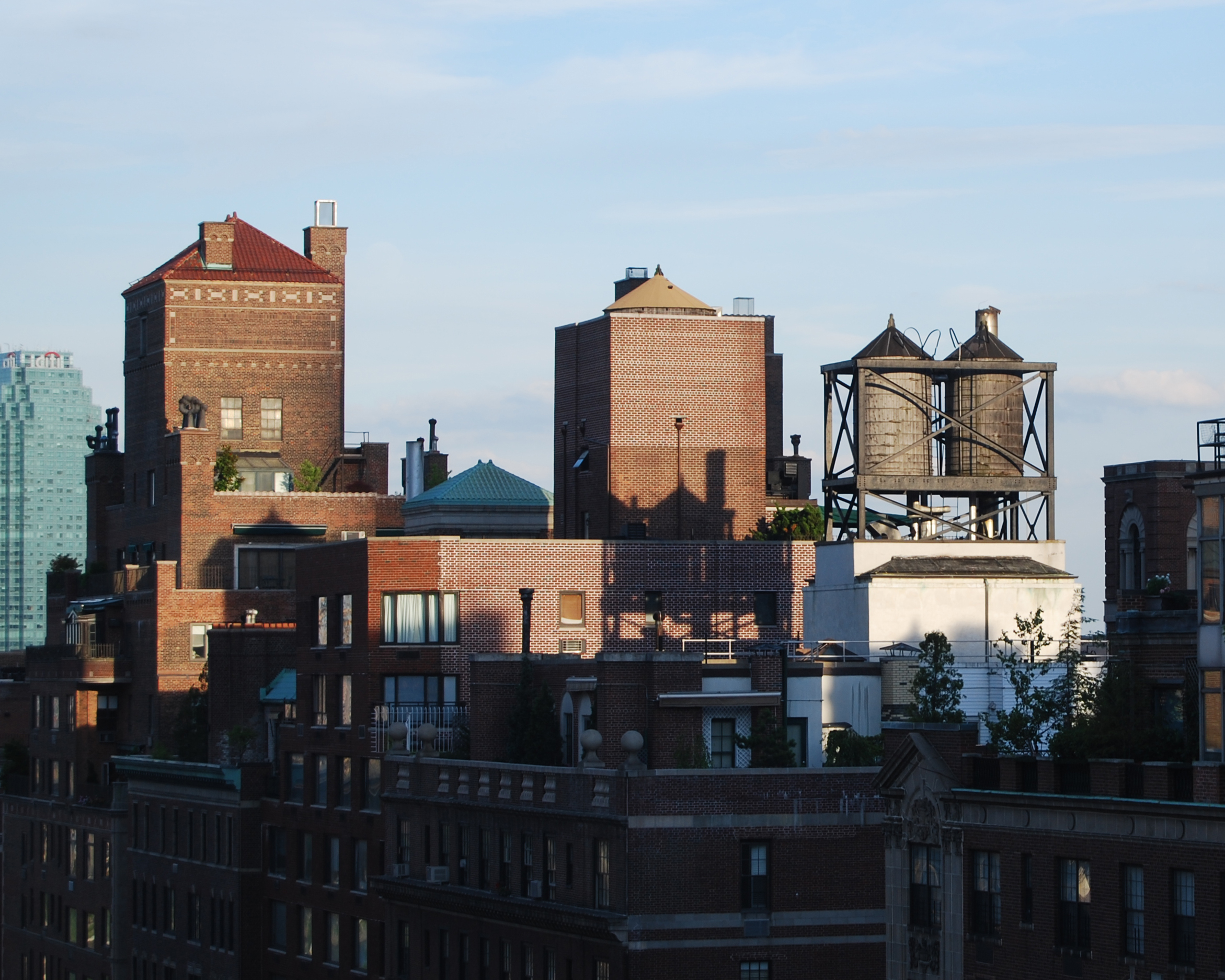
ニューヨークの伝統的な高置水槽

ヒマラヤスギは建築材料として大きな需要がある。耐久性、難腐敗性に優れ、良質で緻密な木目は磨けば美しいつやが出る。歴史的には、寺院とその周辺の造園に使われたことがよく記録に残っている。腐りにくい性質はシュリーナガルやカシミールの水上家屋に適していることが知られている。パキスタンとインドでは、イギリス領時代にバラックや公共施設、橋、運河や鉄道車両などに広く用いられた。耐久性があるにもかかわらず壊れやすい性質は、椅子のような頑丈さを必要とされるデリケートな加工には向いていない。
ニューヨーク市ではヒマラヤスギで作られた伝統的な高置水槽を載せた小型の給水塔が個々の建物に設置されており、街の景観の一部となっている。

### 薬品
アーユルヴェーダでは、ヒマラヤスギには病気を治す力があるとされている。
木には芳香があり、香料として用いられる。精油は防虫のために馬や牛、ラクダの足に使われる。また、カビを防ぐ効果も期待されている。樹皮と幹には収れん作用がある。
セダー油は芳香があり、特にアロマテラピーで利用される。その特徴的な木の香りは乾燥によって多少変化する。天然のオイルは黄色、あるいは黒っぽい色をしている。石鹸の香料や家庭用スプレー、床磨き剤、殺虫剤、顕微鏡用洗剤にも用いられる。

## 保全状況評価
LOWER RISK - Least Concern (IUCN Red List Ver. 2.3 (1994))
IUCNレッドリストでは、1998年版で軽度懸念に評価されたが、更新が必要とされている。